# Álvaro de Figueroa y Alonso-Martínez
Álvaro de Figueroa y Alonso-Martínez   (Madrid, 21 de desembre de 1893 - Madrid, 3 de novembre de 1959), marquès de Villabrágima, va ser un polític espanyol, alcalde de Madrid entre 1921 i 1922 i diputat per Castuera durant cinc legislatures de les Corts de la Restauració.
Fill d'Álvaro de Figueroa y Torres, primer comte de Romanones, i de Casilda Alonso-Martínez i Martín, era germà dels també diputats Carlos, Eduardo i Luis. El 1914 es va casar amb Ana Fernández de Liencres i de la Viesca.
En les eleccions generals de 1916 va ser escollit diputat pel districte de Castuera per la Junta Provincial de Badajoz, com a únic candidat en l'elecció parcial convocada per al 31 de desembre de 1916. Va revalidar l'escó en les eleccions de 1918 i així ininterrompudament fins a 1923.
El 1920 va prendre part en els Jocs Olímpics d'Anvers, on guanyà la medalla de plata en la competició de polo en perdre la final contra la selecció britànica. Compartí equip amb Jacobo Fitz-James Stuart, Leopoldo Saínz de la Maza, Hernando Fitz-James Stuart i José de Figueroa. Quatre anys més tard, als Jocs de París fou quart en la competició de polo.
Fou alcalde de Madrid durant el regnat d'Alfons XIII, entre el 30 de desembre de 1921 i el 22 de març de 1922. Va dimitir del càrrec després dels violents incidents ocorreguts després de l'intent de l'Ajuntament de Madrid de cobrar-li al Metro els impostos corresponents a les obres de la línia que unia la Puerta del Sol amb Atocha. Durant la Segona República va ser escollit diputat per Guadalajara en les eleccions de 1936.